# Michal Pink
Michal Pink (* 1. prosince 1976) je český politolog, publicista a vysokoškolský pedagog.

## Studium a osobní život
V roce 1995 maturoval na Akademickém gymnáziu. V roce 1999 získal bakalářský titul v oboru management na Ekonomicko-správní fakultě Masarykovy univerzity, v roce 2001 získal bakalářský titul a posléze v roce 2003 i magisterský titul v oboru politologie – sociologie na Fakultě sociálních studií Masarykovy univerzity. V roce 2008 získal doktorský titul a v roce 2018 se habilitoval. Absolvoval řadu stáží na zahraničních univerzitách, například na Univerzitě Komenského v Bratislavě, Univerzitě v Zaragoze nebo na Université Libre de Bruxelles.
Je ženatý, má syna a dceru.

## Kariéra
V roce 2005 se stal výzkumným pracovníkem Institutu pro srovnávací politologický výzkum. V roce 2007 začal působit jako asistent na Katedře politologie FSS MU. V roce 2011 se stal výzkumným pracovníkem Mezinárodního politologického ústavu Masarykovy univerzity. V letech 2007 až 2011 působil jako řadový člen Akademického senátu FSS MU, v letech 2011 až 2013 působil jako jeho místopředseda a v letech 2013 až 2015 jako jeho předseda. V rámci své pedagogické a výzkumné činnosti se zaměřuje na problematiku volební geografie, kvantitativně výzkumné nástroje, data a volby nebo na politický systém Francie. Opakovaně se v souvislosti se svým odborným zaměřením vyjadřoval v různých médiích.